# Agnieszka Wagner
Agnieszka Wagner (ur. 17 grudnia 1970 w Warszawie) – polska aktorka.

## Życiorys
W dzieciństwie tańczyła w harcerskim zespole „Gawęda”. Po maturze zdanej w Liceum im. Stefana Batorego w Warszawie (1989), rozpoczęła studia na Wydziale Nauk Ekonomicznych UW. Jest absolwentką historii sztuki UW oraz Europejskiej Akademii Filmowej w Berlinie.
Zamężna z Jerzym Jurczyńskim, byłym rzecznikiem prasowym i wiceprezesem zarządu do spraw bezpieczeństwa na stadionie Wisły Kraków. Mają córkę Helenę.

## Filmografia

### Filmy kinowe/wideo
- 1988: Dotknięci jako Oleńka
- 1991: Beltenebros jako polska dziewczyna
- 1992: Pierścionek z orłem w koronie jako Wiśka
- 1993: Lista Schindlera (Schindler's List) jako dziewczyna w Brinnlitz
- 1993: Motyw cienia (The Hollow Men) jako Rita
- 1995: Za co? jako Wanda Jaczewska, siostra Albiny
- 1995: Nic śmiesznego jako mama Adama (w dzieciństwie)
- 1995: Dzieje mistrza Twardowskiego jako matka Twardowskiego
- 1995: Spis cudzołożnic jako Beverly, barmanka „z najpiękniejszą szyją” w Lozannie
- 1996: Szamanka jako Anna, narzeczona Michała
- 1997: Niosą mnie konie (Несут меня кони) jako Nadieżda Fiodorowna
- 1997: Poprzez jezioro (Преку езерото/Preku ezeroto/Across the Lake) jako Elena Zlatarowa
- 1997: Ciemna strona Wenus jako Ewa Rosner
- 1997: Rozejm (La tregua) jako Galina
- 1998: Biały kruk (The white raven) jako Zofia
- 1998: Złoto dezerterów jako synowa hrabiny
- 1999: Wszyscy moi bliscy (Vsichni moji blizci) jako Alena, narzeczona Samuela
- 2000: Król sokołów (Sokoliar Tomáš) jako Zofia
- 2001: Ostatni blues (Az Utolsó blues) jako Beata, kochanka Andrisa
- 2001: Quo Vadis jako Poppea Sabina, żona Nerona
- 2003: Xero jako Marta
- 2004: Poza zasięgiem (Out of Reach) jako Kasia Lato
- 2007: Na boso jako Dorota
- 2011: Listy do M. jako Małgorzata Kamińska
- 2014: Kamienie na szaniec jako matka Janka Błońskiego
- 2015: Listy do M. 2 jako Małgorzata Kamińska
- 2016: Jestem mordercą jako Grażyna Stępska
- 2017: Listy do M. 3 jako Małgorzata Kamińska
- 2019: Znajdę Cię jako Kristen Beck

### Filmy TV
- 1988: Serenite jako służąca Marysia
- 1991: Siódme piekło (Le septieme enfer) jako pielęgniarka
- 1993: Pożegnanie z Marią jako Maria
- 1994: Piękna warszawianka (La Belle de Varsovie) jako Karine
- 1996: Szanghaj 1937 (Shanghai 1937) jako Helen
- 1999: Honigfalle – Verliebt in die Gefahr jako Lulu

### Seriale TV
- 1988: Crimen jako Lea Wojnarowska, członkini sekty kosturowców
- 1993: Nowe przygody Arsena Lupin (Les Nouveaux Exploits d'Arsene Lupin) jako Aurelia Wiamińska
- 1994: Stella stellaris
- 1995: Komisarz Rex (Kommissar Rex) jako Irina
- 1998: Siedlisko jako Katarzyna, córka Kalinowskich
- 1999: Tygrysy Europy jako polonistka Monika Masławska, korepetytorka dzieci Nowaków
- 2001: Przeprowadzki jako profesorowa Maria Kubicz, żona Eustachego (odc. 6)
- 2002: Quo Vadis jako Poppea Sabina, żona Nerona
- 2003: Tygrysy Europy 2 jako Monika, była nauczycielka dzieci Nowaków
- 2003–2006: Fala zbrodni jako Aleksandra „Aleks” Melin (odc. 1-68)
- 2004: Talki z resztą jako pani Dorota Roszko
- 2006: Pierwsza miłość jako Martyna, dziennikarka i reporterka telewizyjna pracująca dla „Wieści Wrocławskich”
- 2007: Twarzą w twarz jako mecenas Anita Sieńczuk (odc. 1-12)
- 2007: Na dobre i na złe jako Milewska, mama Pawła i Gawła
- 2007: Kryminalni jako doktor Karina Naimska (odc. 70)
- 2008–2012: Barwy szczęścia jako Izabela Gordon
- 2009: Synowie jako Renata
- 2009: Niania jako duch Anny, zmarłej żony Maksa
- 2011: Komisarz Alex jako Karolina Fuks (odc. 11)
- 2012: Prawo Agaty jako radiolog Zofia Mędrzycka (odc. 19)
- 2012–2013: Na krawędzi jako Dorota, żona Wolańskiego
- 2013: Ojciec Mateusz jako Renata Burzyńska (odc. 120)
- 2015: Prokurator jako kobieta na dworcu (odc. 10)
- 2015: Ojciec Mateusz jako profesor Krystyna Dolny (odc. 173)
- 2016: Na dobre i na złe jako Edyta Sendrowska (odc. 636)
- 2017: Komisarz Alex jako Zofia Malko (odc. 121)
- 2019: Ojciec Mateusz jako Marta (odc. 267)
- 2019–2020: W rytmie serca jako Irena Nowakowska
- 2021: Komisarz Mama jako Grażyna Bogusławska (odc. 16)
- 2023–2024: Korona królów. Jagiellonowie jako księżna Aleksandra Olgierdówna[1][2][3][4]
- od 2023: M jak miłość jako Joanna Michalska, przyjaciółka Magdy, Andrzeja, Kamila i Adama ze studiów